# Verenți, Tărgoviște
Verenți (în bulgară Веренци) este un sat în comuna Omurtag, regiunea Tărgoviște,  Bulgaria. 

## Demografie
Componența etnică a satului Verenți
     Turci (95,82%)
     Bulgari (3,43%)
     Nicio identificare (0%)
     Altele (0,73%)
La recensământul din 2011, populația satului Verenți era de 407 locuitori. Din punct de vedere etnic, majoritatea locuitorilor (95,82%) erau turci, cu o minoritate de bulgari (3,43%). Pentru 0% din locuitori nu este cunoscută apartenența etnică.